# Matterhorn-Gotthard-Bahn
Die Matterhorn-Gotthard-Bahn (MGBahn, Eigenschreibweise: Matterhorn Gotthard Bahn) ist ein Eisenbahnunternehmen in der Schweiz. Es besitzt ein Streckennetz von rund 144 Kilometern Länge, das durchgehend schmalspurig mit einer Spurweite von 1'000 mm ist. Die Infrastruktur erstreckt sich über die Kantone Wallis, Uri und Graubünden, es wird Regionalverkehr sowie auf Teilstrecken auch Güterverkehr und Autoverlad angeboten. Das bekannteste Zugsangebot der MGBahn ist der Glacier-Express, den sie gemeinsam mit der Rhätischen Bahn betreibt.

## Geschichte
Die Aktiengesellschaft entstand im Frühsommer 2003 durch die Vereinigung von Brig-Visp-Zermatt-Bahn (BVZ) und Furka-Oberalp-Bahn (FO) rückwirkend per 1. Januar 2003. Bereits im September 2002 fassten die Generalversammlungen einen entsprechenden Grundsatzbeschluss. Am 23. Januar 2003 gaben die Verwaltungsräte den neuen Namen bekannt.
Die MGB verbindet seit 1991 eine Partnerschaft mit dem japanischen Bahnunternehmen Fuji Kyūkō, dessen Fujikyūkō-Linie an den Nordrand des Vulkans Fuji führt.
Am 23. Juli 2010 entgleiste kurz vor Fiesch ein Glacier-Express-Zug. Weil der Lokomotivführer in der Kurvenausfahrt den Zug zu früh beschleunigte, kippte der letzte Wagen in der Kurve nach aussen. Dabei riss er auch die beiden vorlaufenden Wagen aus den Schienen. Eine japanische Touristin kam dabei ums Leben, 42 Personen wurden verletzt.
Die Unwetter in der Schweiz im Sommer 2024 beschädigten die Strecke zwischen Visp und Zermatt an mehreren Stellen. Infolge der Unterbrechung wurde die Strecke von Visp nach Täsch bis zum Abschluss der Reparatur durch Ersatzbusse bedient. Am 26. August 2024 konnte der Bahnbetrieb wiederaufgenommen werden.

## Unternehmensaufbau
Die Matterhorn-Gotthard-Bahn besteht aus drei Teilgesellschaften: Die Matterhorn Gotthard Verkehrs AG (MGV) ist durch Umbenennung der BVZ entstanden, die Matterhorn Gotthard Infrastruktur AG (MGI) ist die frühere FO, und eine neue Aktiengesellschaft Matterhorn Gotthard Bahn (MGM) funktioniert als Managementdach. Die MGV hat den Verkehrsbereich der FO übernommen und dafür die BVZ-Infrastruktur an die MGI abgetreten. Die MGV ist in Mehrheitsbesitz der BVZ Holding AG (die ihrerseits Eigentümerin der Gornergrat Bahn AG (GGB) ist), die MGI-Aktien gehören der Eidgenossenschaft und den Kantonen, die MGM wird paritätisch von BVZ Holding und öffentlicher Hand gehalten.
|                         |                         |                         |                         |                         |                         |  |  | BVZ Holding AG           | BVZ Holding AG           | BVZ Holding AG           | BVZ Holding AG           | BVZ Holding AG           | BVZ Holding AG           |  |  |                                       |                                       |                                       |                                       |                                       |                                       |  |  | Öffentliche Hand CH, VS, UR, GR                                                        | Öffentliche Hand CH, VS, UR, GR                                                        | Öffentliche Hand CH, VS, UR, GR                                                        | Öffentliche Hand CH, VS, UR, GR                                                        | Öffentliche Hand CH, VS, UR, GR                                                        | Öffentliche Hand CH, VS, UR, GR                                                        |  |  |                                    |                                    |                                    |                                    |                                    |                                    |  |  |                                            |                                            |                                            |                                            |                                            |                                            |  |  |  |  |  |  |  |  |  |  |  |  |
|                         |                         |                         |                         |                         |                         |  |  | BVZ Holding AG           | BVZ Holding AG           | BVZ Holding AG           | BVZ Holding AG           | BVZ Holding AG           | BVZ Holding AG           |  |  |                                       |                                       |                                       |                                       |                                       |                                       |  |  | Öffentliche Hand CH, VS, UR, GR                                                        | Öffentliche Hand CH, VS, UR, GR                                                        | Öffentliche Hand CH, VS, UR, GR                                                        | Öffentliche Hand CH, VS, UR, GR                                                        | Öffentliche Hand CH, VS, UR, GR                                                        | Öffentliche Hand CH, VS, UR, GR                                                        |  |  |                                    |                                    |                                    |                                    |                                    |                                    |  |  |                                            |                                            |                                            |                                            |                                            |                                            |  |  |  |  |  |  |  |  |  |  |  |  |
|                         |                         |                         |                         |                         |                         |  |  |                          |                          |                          |                          |                          |                          |  |  |                                       |                                       |                                       |                                       |                                       |                                       |  |  |                                                                                        |                                                                                        |                                                                                        |                                                                                        |                                                                                        |                                                                                        |  |  |                                    |                                    |                                    |                                    |                                    |                                    |  |  |                                            |                                            |                                            |                                            |                                            |                                            |  |  |  |  |  |  |  |  |  |  |  |  |
|                         |                         |                         |                         |                         |                         |  |  |                          |                          |                          |                          |                          |                          |  |  |                                       |                                       |                                       |                                       |                                       |                                       |  |  |                                                                                        |                                                                                        |                                                                                        |                                                                                        |                                                                                        |                                                                                        |  |  |                                    |                                    |                                    |                                    |                                    |                                    |  |  |                                            |                                            |                                            |                                            |                                            |                                            |  |  |  |  |  |  |  |  |  |  |  |  |
|                         |                         |                         |                         |                         |                         |  |  |                          |                          |                          |                          |                          |                          |  |  |                                       |                                       |                                       |                                       |                                       |                                       |  |  |                                                                                        |                                                                                        |                                                                                        |                                                                                        |                                                                                        |                                                                                        |  |  |                                    |                                    |                                    |                                    |                                    |                                    |  |  |                                            |                                            |                                            |                                            |                                            |                                            |  |  |  |  |  |  |  |  |  |  |  |  |
|                         |                         |                         |                         |                         |                         |  |  |                          |                          |                          |                          |                          |                          |  |  |                                       |                                       |                                       |                                       |                                       |                                       |  |  |                                                                                        |                                                                                        |                                                                                        |                                                                                        |                                                                                        |                                                                                        |  |  |                                    |                                    |                                    |                                    |                                    |                                    |  |  |                                            |                                            |                                            |                                            |                                            |                                            |  |  |  |  |  |  |  |  |  |  |  |  |
|                         |                         |                         |                         |                         |                         |  |  |                          |                          |                          |                          |                          |                          |  |  |                                       |                                       |                                       |                                       |                                       |                                       |  |  |                                                                                        |                                                                                        |                                                                                        |                                                                                        |                                                                                        |                                                                                        |  |  |                                    |                                    |                                    |                                    |                                    |                                    |  |  |                                            |                                            |                                            |                                            |                                            |                                            |  |  |  |  |  |  |  |  |  |  |  |  |
| BVZ Asset Management AG | BVZ Asset Management AG | BVZ Asset Management AG | BVZ Asset Management AG | BVZ Asset Management AG | BVZ Asset Management AG |  |  | Gornergrat Bahn AG (GGB) | Gornergrat Bahn AG (GGB) | Gornergrat Bahn AG (GGB) | Gornergrat Bahn AG (GGB) | Gornergrat Bahn AG (GGB) | Gornergrat Bahn AG (GGB) |  |  | Matterhorn Gotthard Verkehrs AG (MGV) | Matterhorn Gotthard Verkehrs AG (MGV) | Matterhorn Gotthard Verkehrs AG (MGV) | Matterhorn Gotthard Verkehrs AG (MGV) | Matterhorn Gotthard Verkehrs AG (MGV) | Matterhorn Gotthard Verkehrs AG (MGV) |  |  | AG Matterhorn Gotthard Bahn (MGM) Managementgesellschaft, führt rot hinterlegte Firmen | AG Matterhorn Gotthard Bahn (MGM) Managementgesellschaft, führt rot hinterlegte Firmen | AG Matterhorn Gotthard Bahn (MGM) Managementgesellschaft, führt rot hinterlegte Firmen | AG Matterhorn Gotthard Bahn (MGM) Managementgesellschaft, führt rot hinterlegte Firmen | AG Matterhorn Gotthard Bahn (MGM) Managementgesellschaft, führt rot hinterlegte Firmen | AG Matterhorn Gotthard Bahn (MGM) Managementgesellschaft, führt rot hinterlegte Firmen |  |  | Matterhorn Terminal AG Täsch (MTT) | Matterhorn Terminal AG Täsch (MTT) | Matterhorn Terminal AG Täsch (MTT) | Matterhorn Terminal AG Täsch (MTT) | Matterhorn Terminal AG Täsch (MTT) | Matterhorn Terminal AG Täsch (MTT) |  |  | Matterhorn Gotthard Infrastruktur AG (MGI) | Matterhorn Gotthard Infrastruktur AG (MGI) | Matterhorn Gotthard Infrastruktur AG (MGI) | Matterhorn Gotthard Infrastruktur AG (MGI) | Matterhorn Gotthard Infrastruktur AG (MGI) | Matterhorn Gotthard Infrastruktur AG (MGI) |  |  |  |  |  |  |  |  |  |  |  |  |

| Beteiligung      | BVZ Asset Management | GGB        | MGB         | MGM         | MTT           | MGI            |
| BVZ Holding AG   | 100 %                | 100 %      | 75 %        | 50 %        | 34 %          | –              |
| Öffentliche Hand | –                    | –          | 22 %        | 50 %        | ?             | 99 %           |
| Private          | –                    | –          | 03 %        | –           | ?             | 01 %           |
| Aktienkapital    | 10 Mio. Fr.          | 8 Mio. Fr. | 15 Mio. Fr. | 250'000 Fr. | 10,5 Mio. Fr. | 11,46 Mio. Fr. |

## Schienennetz

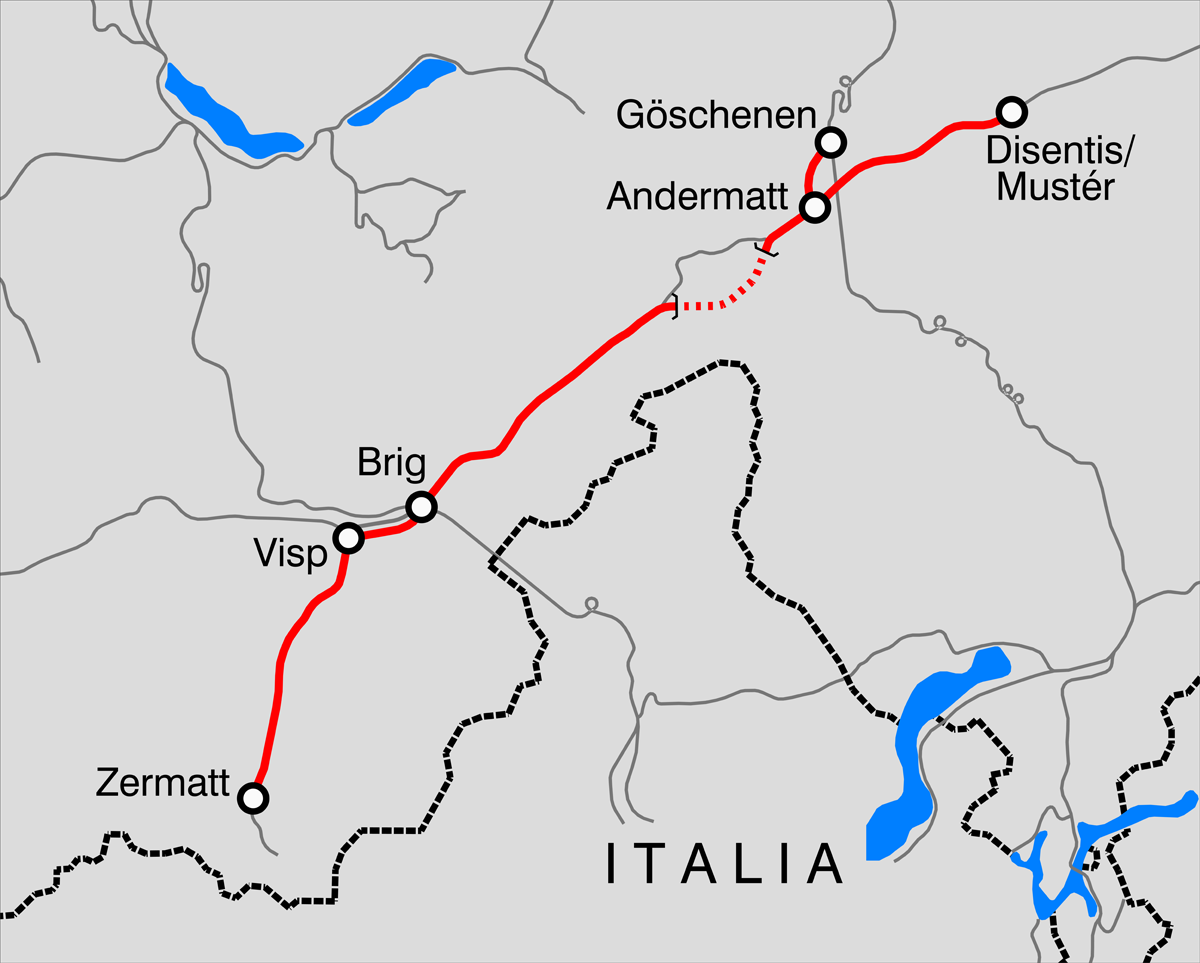
Bahnnetz

Das 144 km lange Schienennetz erstreckt sich von Disentis in Graubünden über den Oberalppass nach Andermatt im Kanton Uri (mit einer Stichstrecke hinunter nach Göschenen, die ursprünglich eigenständige Schöllenenbahn), über Realp, durch den Furka-Basistunnel nach Oberwald im Wallis (Streckenverlauf siehe Furka-Oberalp-Bahn), Brig und Visp bis hinauf nach Zermatt unterhalb des Matterhorns (Streckenverlauf siehe Brig-Visp-Zermatt-Bahn).
In Disentis besteht Anschluss an die Rhätische Bahn, mit der die MGB gemeinsam den Glacier-Express zwischen Zermatt und den Bündner Destinationen St. Moritz, Davos und Chur betreibt.
Zwischen Realp und Oberwald besteht noch die nicht zur MGB gehörende Furka-Bergstrecke, welche auf einer Scheitelhöhe von 2162 m ü. M. den Furkapass mit einem 1874 m langen Scheiteltunnel unterquert (zum Vergleich: Scheitelhöhe des Basistunnels 1564 m ü. M.). Von der Furka-Bergstrecke aus sieht man den Rhone-Gletscher. Diese Strecke wird heute von der Dampfbahn Furka-Bergstrecke (DFB) befahren.
2007 wurde die neue Ostausfahrt im Bahnhof Brig in Betrieb genommen. Dadurch wurde der ehemalige Kopfbahnhof der Matterhorn-Gotthard-Bahn in einen Durchgangsbahnhof umgebaut. Gleichzeitig wurde die alte 3,2 km lange Strecke mit 20 Bahnübergängen durch die Gemeinde Naters aufgehoben.

### Zahnstangenabschnitte
Die MGB betreibt sowohl Zahnrad- als auch Adhäsions-Abschnitte. Auf 13 Zahnstangenabschnitten mit einer Gesamtlänge von 28,8 km (rund 20 % des Gesamtnetzes) ist dabei eine Zahnstange des Systems Abt mit zwei Lamellen installiert. Dort werden Steigungen von bis zu 9 % (dem Rotten entlang zwischen Betten Talstation und Fürgangen-Bellwald Talstation), 11 % (über den Oberalppass zwischen Disentis und Andermatt), 12,5 % (auf der Strecke zwischen Visp und Zermatt) und 17,9 % (auf der Strecke von Andermatt hinab nach Göschenen) überwunden. Die restlichen knapp 116 Streckenkilometer werden im Adhäsionsbetrieb ohne Zahnstange befahren und weisen geringere Steigungen (bis 4 %) auf.
| Nr. | Abschnitt                        | eröffnet durch | Länge nach | Länge heute | Neigung nach | Steigungs- richtung | Bemerkung                                                      |
| --- | -------------------------------- | -------------- | ---------- | ----------- | ------------ | ------------------- | -------------------------------------------------------------- |
| 01  | Disentis–Segnas                  | FO             | 1735 m     | 1797 m      | 070 ‰        | /                   | ursprüngliche Neigung 90 ‰, Neubau Disentiser-Tunnel 1996–1999 |
| 02  | Dieni–Tschamutt–Oberalppass      | FO             | 6118 m     | 6488 m      | 110 ‰        | /                   |                                                                |
| 03  | Oberalpsee–Nätschen              | FO             | 2879 m     | 2879 m      | 065 ‰        | \                   |                                                                |
| 04  | Nätschen–Andermatt               | FO             | 4193 m     | 4173 m      | 110 ‰        | \                   |                                                                |
| 05  | Göschenen–Andermatt              | SchB           | 2529 m     | 2560 m      | 181 ‰        | /                   |                                                                |
| 06  | Realp–Tiefenbach                 | FO             | 2609 m     | –           | 110 ‰        | /                   | 1981 eingestellt, heute DFB                                    |
| 07  | Tiefenbach–Furka                 | FO             | 2982 m     | –           | 110 ‰        | /                   | 1981 eingestellt, heute DFB                                    |
| 08  | Muttbach-Belvédère–Gletsch       | FO             | 3459 m     | –           | 110 ‰        | \                   | 1981 eingestellt, heute DFB                                    |
| 09  | Gletsch–Oberwald                 | BFD            | 4440 m     | –           | 110 ‰        | \                   | 1981 eingestellt, heute DFB                                    |
| 10  | Fürgangen-Bellwald–Fiesch        | BFD            | 1498 m     | 1486 m      | 090 ‰        | \                   |                                                                |
| 11  | Lax–Grengiols                    | BFD            | 2052 m     | 2025 m      | 090 ‰        | \                   |                                                                |
| 12  | Grengiols–Betten Talstation      | BFD            | 1240 m     | 1240 m      | 067 ‰        | \                   |                                                                |
| 13  | Ackersand–Stalden/Saas–Mühlebach | VZ             |            | 2064 m      | 125 ‰        | /                   |                                                                |
| 14  | Kalpetran–Kipferwald–St. Niklaus | VZ             |            | 2459 m      | 126 ‰        | /                   |                                                                |
| 15  | St. Niklaus–Mattsand             | VZ             |            | 693 m       | 104 ‰        | /                   |                                                                |
| 16  | Herbriggen–Randa                 | VZ             |            | 2897 m      | 120 ‰        | /\                  | mit Gegengefälle (Umgehungsstrecke Bergsturz Randa 1991)       |
| 17  | Täschsand–Kalter Boden           | VZ             |            | 942 m       | 124 ‰        | /                   |                                                                |

Erläuterungen: SchB steht für die damalige Schöllenenbahn, BFD für die damalige Brig-Furka-Disentis-Bahn und VZ für die damalige Visp-Zermatt-Bahn.

### Stromversorgung
Die MGB nutzt zum Antrieb ihrer elektrisch betriebenen Fahrzeuge Einphasenwechselstrom mit einer Spannung von 11 kV und einer Frequenz von 16,7 Hz, der wie üblich über Fahrleitungen zugeführt wird. Die MGB und die in Disentis an das MGB-Schienennetz anschliessende Rhätische Bahn verwenden damit dasselbe Stromsystem. Die Frequenz entspricht derjenigen der SBB, während die Spannung um 4 kV niedriger liegt.
Die Energie wird, anders als bei der Rhätischen Bahn, von den SBB bezogen, die in der Schweiz ein eigenes Hochspannungsnetz für 16,7-Hz-Bahnstrom mit den Netzspannungen 132 und 66 kV betreibt. Die Transformation auf die Fahrspannung von 11 kV erfolgt in Unterwerken in Herbriggen, Massaboden, Ulrichen und Andermatt. Zusätzlich ist (etwa bei einer vorübergehenden Abschaltung des Werks in Andermatt) eine Notspeisung in Göschenen möglich. Die Unterwerke in Herbriggen und Massaboden versorgen den Westteil des Streckennetzes bis Oberwald, das Unterwerk Andermatt den Teil östlich von Oberwald.
Wegen des Furka-Scheiteltunnels wurde eine extrem schmale Schleifleistenbreite eingeführt. Die windschief verspannte Oberleitung wurde durch eine Oberleitung mit vertikaler Aufhängung ersetzt. Das geringe zulässige Querspiel bei der Polygon-Verlegung des Fahrdrahtes in Kombination mit den kleinen Bogenradien bis 100 m bewirken Mastabstände von unter 15 m.

## Betrieb
Die MGB betreibt folgende Zugsangebote:
- RegioExpress-Züge Zermatt–Visp (RE 41) und Zermatt–Fiesch (RE 42)
- Shuttle-Züge mit Gepäck-Trolley Täsch–Zermatt (R40)
- Regionalzüge Visp–Andermatt (R43) und weiter bis Göschenen (R44) und Verdichtungen auf Teilstrecken
- Regionalzüge Andermatt–Disentis (R45)
- Sportzüge (Wintersaison) Sedrun–Dieni (R46)
- Autoverlad Furka: Autozüge Oberwald–Realp (Furkatunnel)
- Glacier-Express zusammen mit der RhB.

Im Personenverkehr ist der Anteil Einheimischer im Vergleich zum schweizerischen Mittelland relativ gering. Nur etwa 25 % der Fahrgäste stammen aus der Region. Etwa 60 % unternehmen Tagesausflüge oder andere Fahrten im Bereich Freizeit, 25 % reisen für die Ferien an oder ab. Lediglich 15 % sind Pendler und sonstige Reisende.
Güterverkehr findet nur noch zwischen Visp und Zermatt in grösserem Umfang statt (2012: 42'200 t). Von ca. 2008 bis 2012 sorgte die Versorgung der NEAT-Baustelle in Sedrun für intensiven Verkehr ab Disentis (2012: 32'900 t, 2011: 73'200 t).

## Triebfahrzeuge
Wegen der über das gesamte Streckennetz verteilten Zahnstangenabschnitte verfügen alle Streckentriebfahrzeuge neben dem Adhäsionsantrieb auch über einen Zahnradantrieb. Die einzige Ausnahme waren bis Ende 2023 die beiden Ge 4/4, die für die Beförderung von Autozügen durch den im Adhäsionsbetrieb befahrbaren Furka-Basistunnel beschafft worden waren. Alle fahrplanmässigen Zugsleistungen werden mit elektrischen Triebfahrzeugen erbracht.
Demgegenüber ist bei den Rangierlokomotiven und Rangiertraktoren kein Zahnradantrieb erforderlich. Diese Fahrzeuge werden oder wurden in den Bahnhöfen Zermatt, Visp, Brig (einschliesslich Werkstätte Glisergrund und Ölumlad Gamsen), Andermatt und Sedrun eingesetzt. Die meisten Rangierfahrzeuge waren mit einem Dieselantrieb ausgerüstet. Nur in Brig rangierte von 1946 bis 2007 der elektrische Te 4926. 2019 erhielt die MGB von Stadler die Tea 2/2 801 und 802, deren elektrische Fahrmotoren ab der Fahrleitung oder ab dem Akkumulator gespeist werden können. Für den Verschub innerhalb der Werkstätte besitzt die MGB einen Akkumulatorentraktor.
Für den Streckenunterhalt, die Schneeräumung und als fahrdrahtunabhängige Betriebsreserve besitzt die MGB zwei Diesellokomotiven des Typs HGm 4/4 von 1968 sowie sechs moderne HGm 2/2 (2002, 2011, 2018/19), die auch in Vielfachsteuerung eingesetzt werden können. Weiter sind zwei dieselhydraulische Fahrleitungsdraisinen mit Zahnrad- und Adhäsionsantrieb vorhanden.

## Galerie

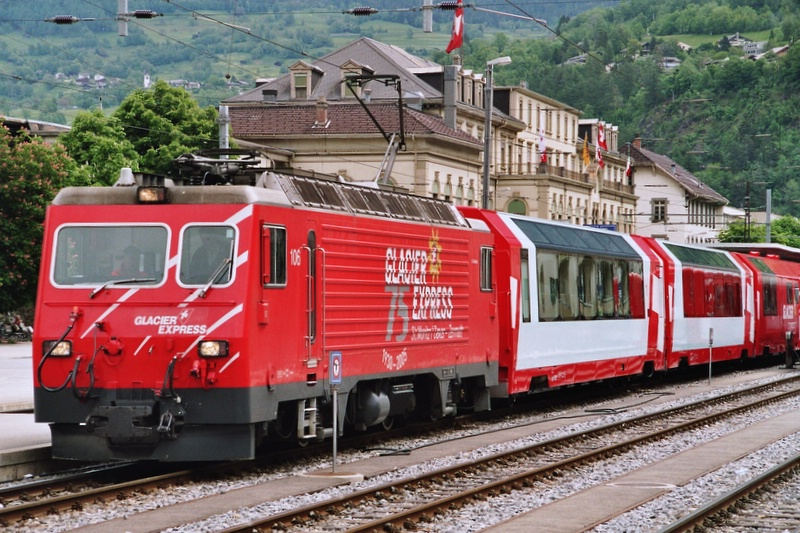
HGe 4/4II mit Glacier-Express
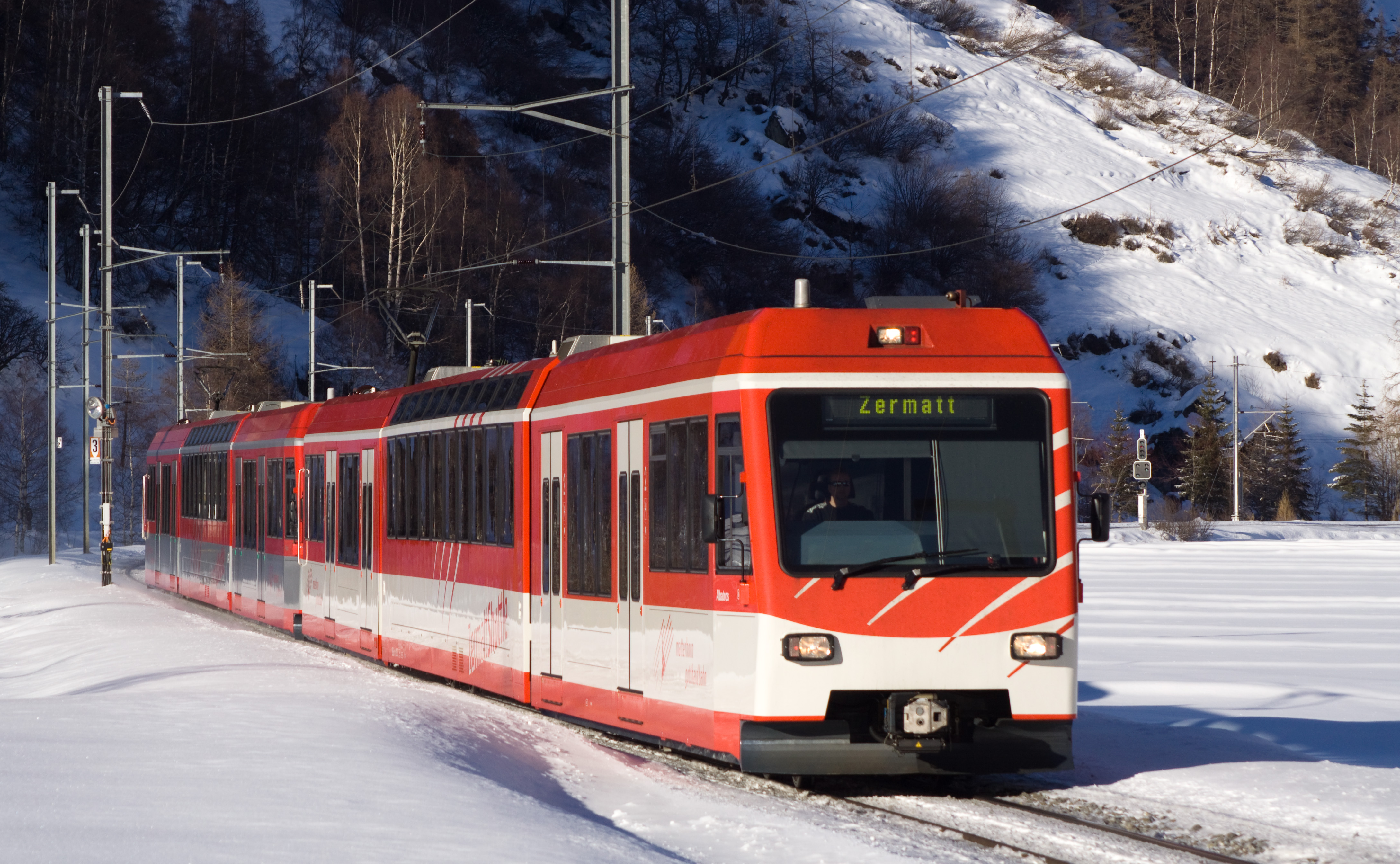
Zwei BDSeh 4/8 als Zermatt-Shuttle
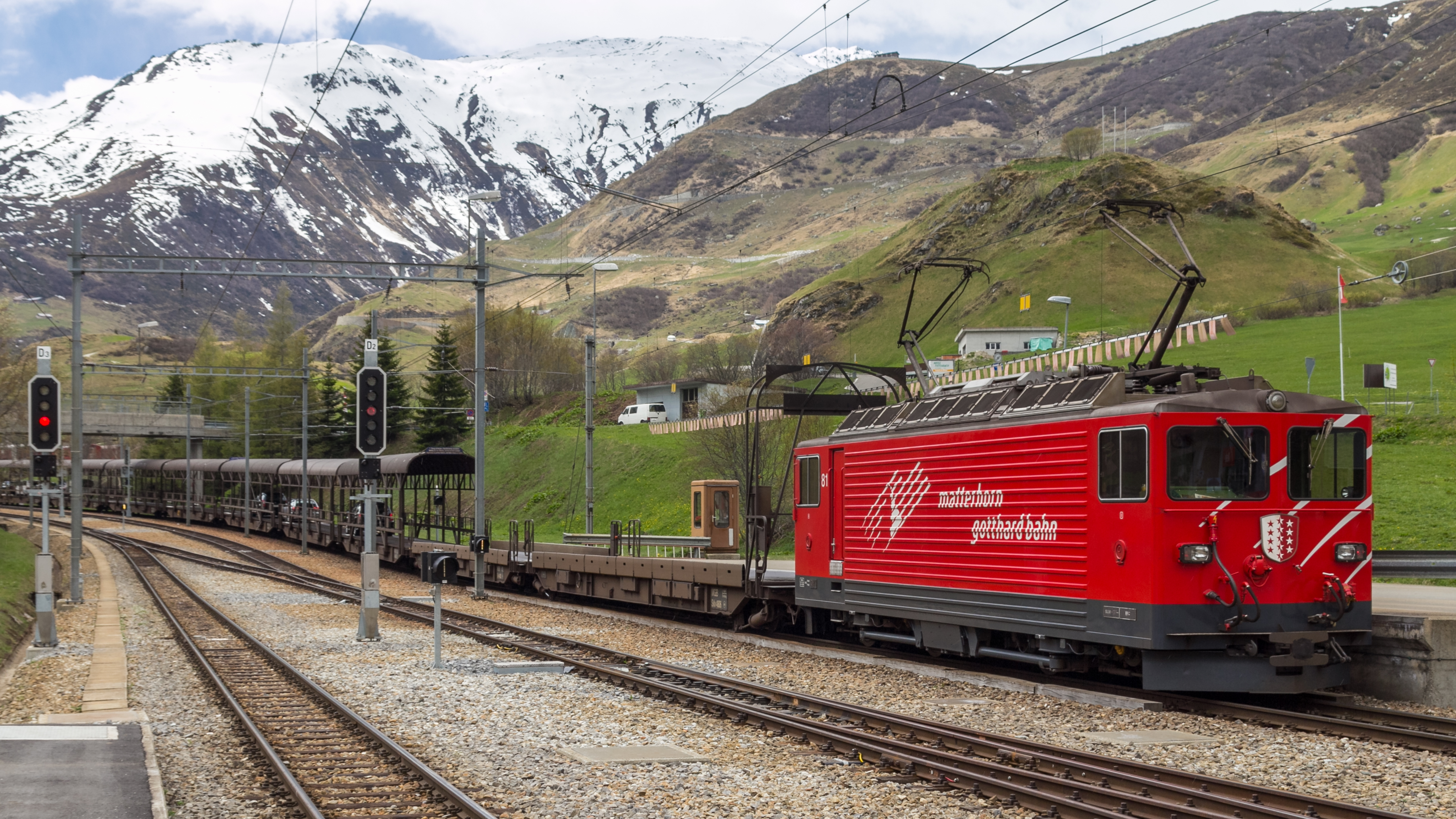
Ge 4/4 an der Furka-Autoverladestation Realp
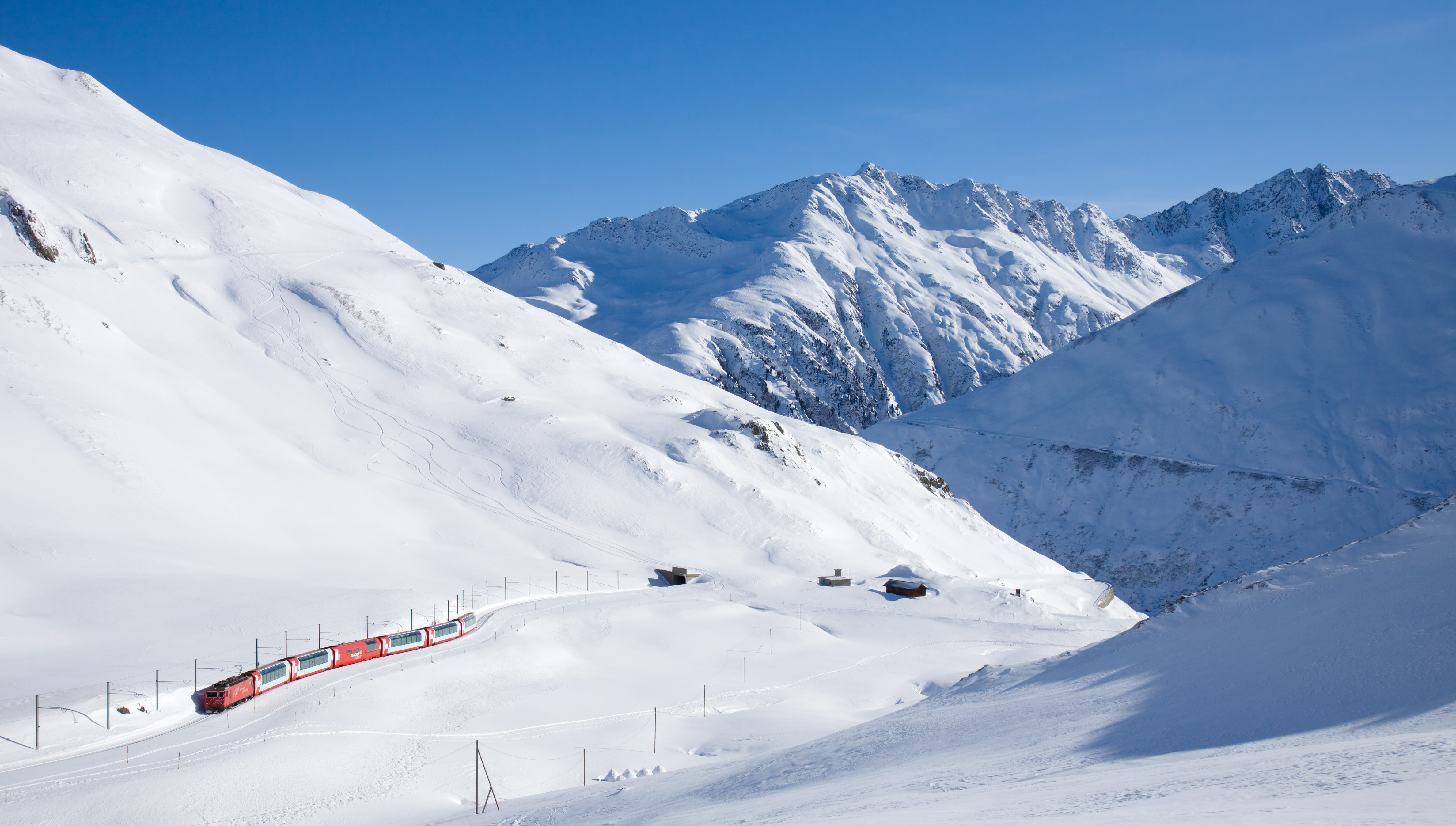
Glacier-Express kurz vor der Oberalp-Passhöhe
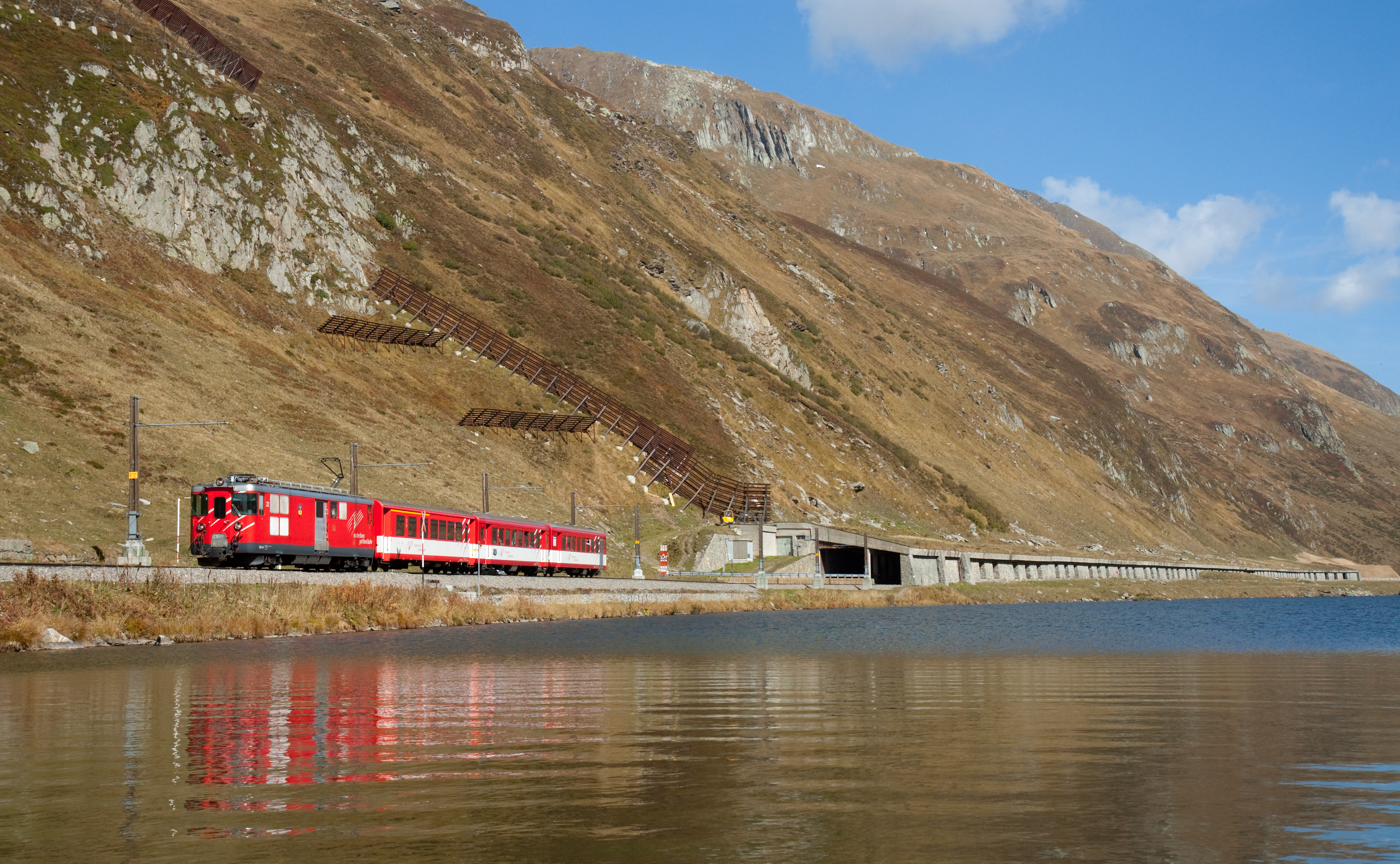
Gepäcktriebwagen Deh 4/4 22 (ex BVZ) mit Regionalzug am Oberalpsee
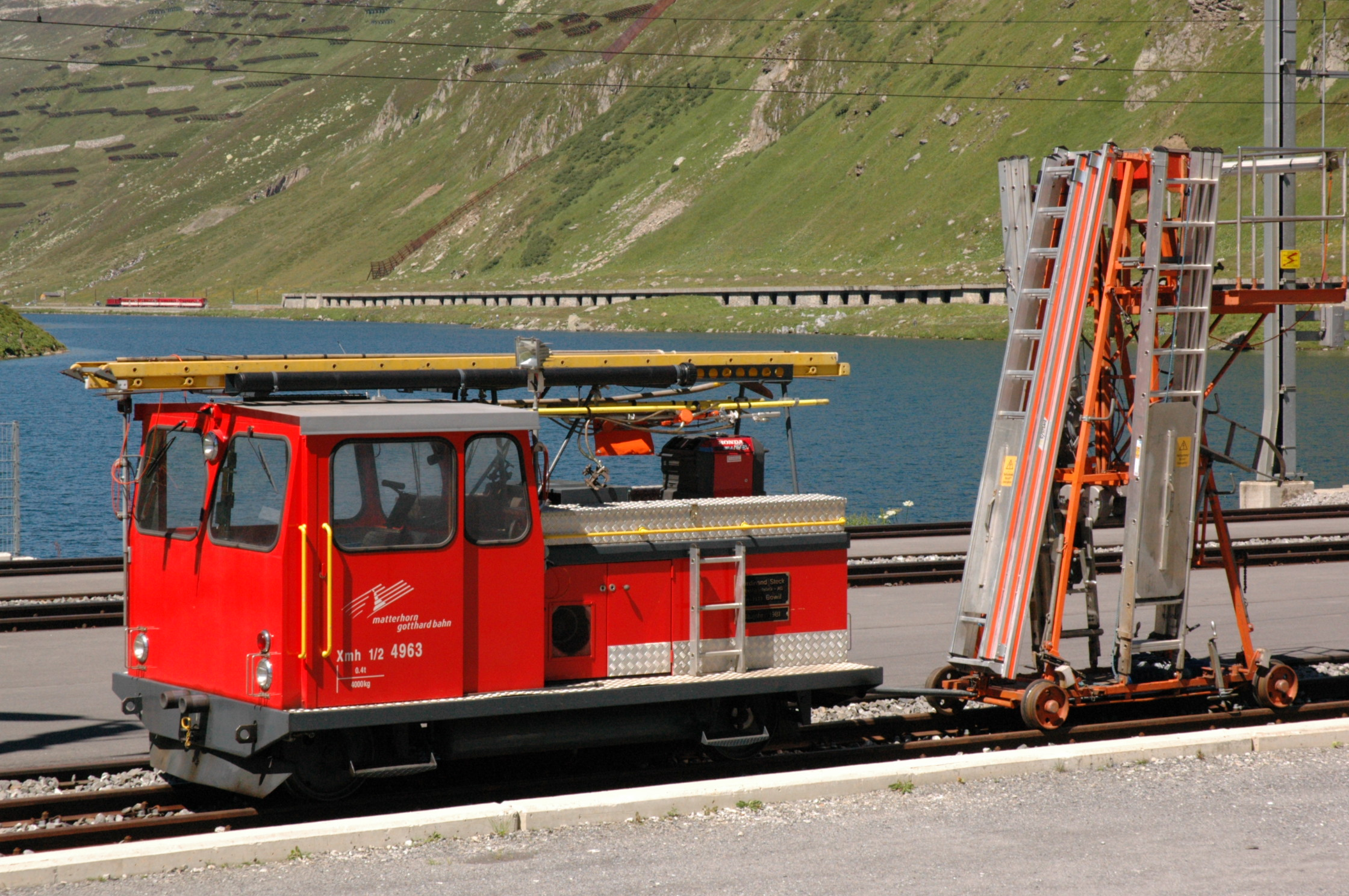
Xmh 1/2 der MGB auf der Oberalp-Passhöhe
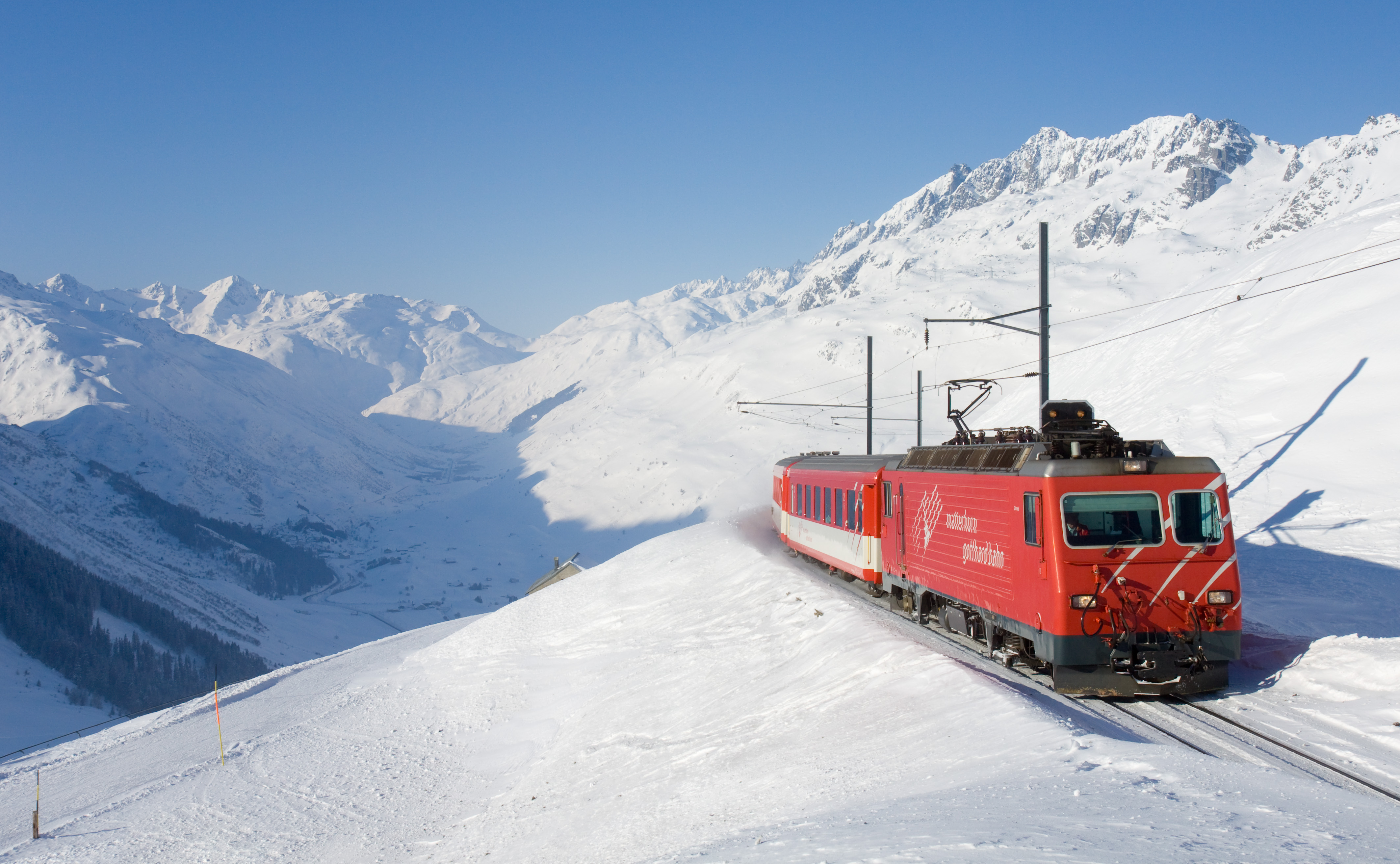
Regionalzug oberhalb von Andermatt mit Blick ins Urserental
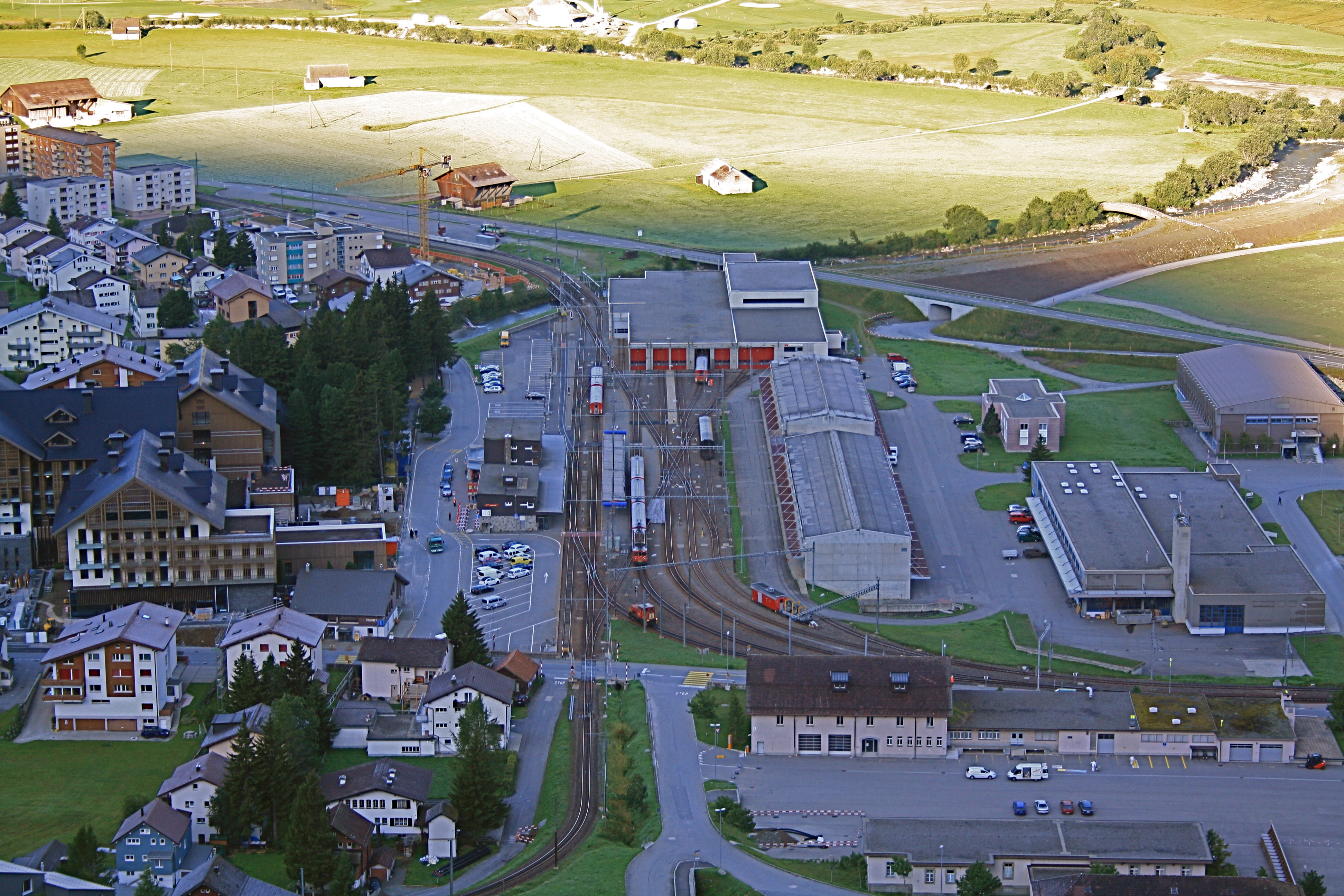
Bahnhof Andermatt
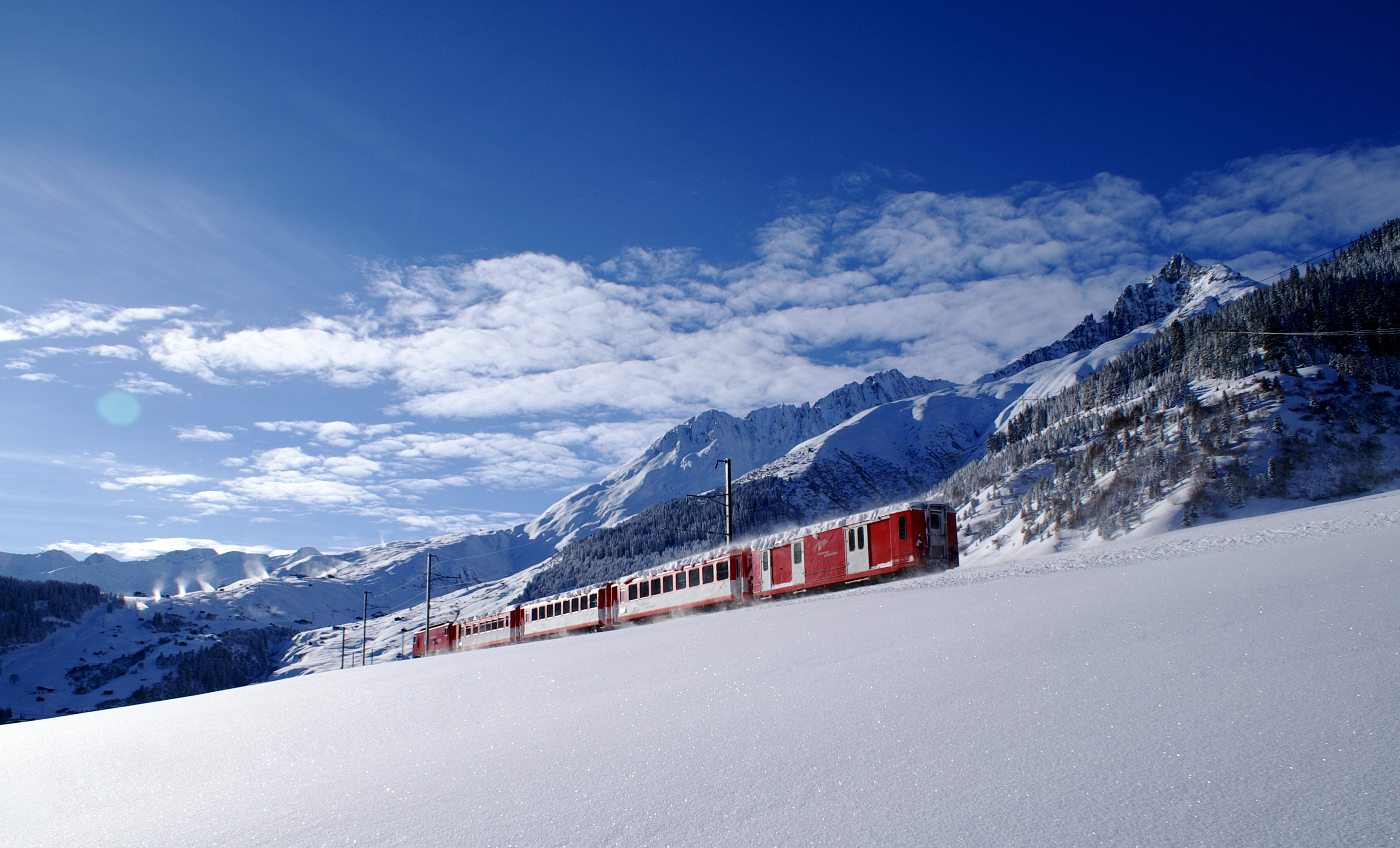